# دين تاي فونغ

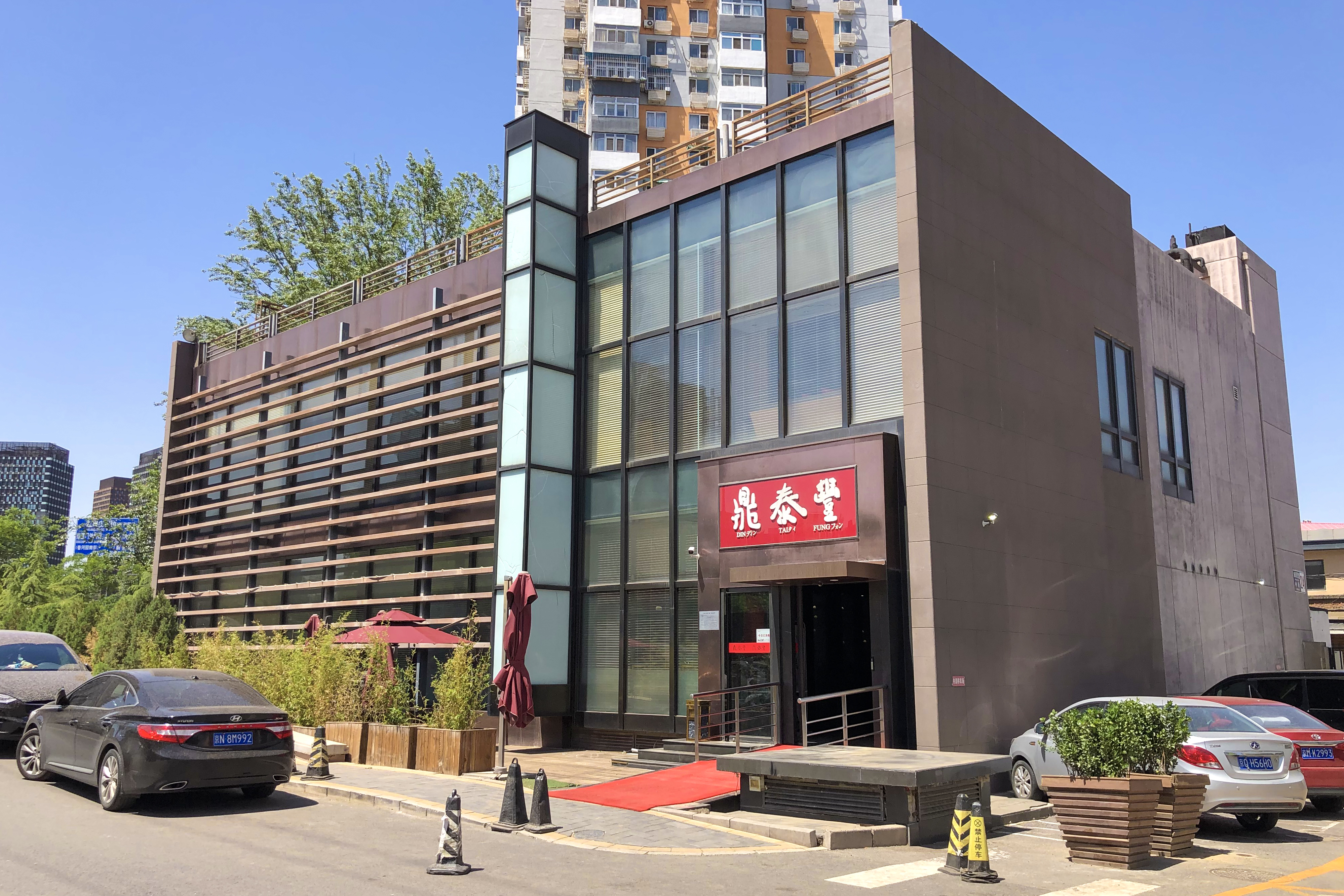
مطعم دين تاي فونغ في بكين

دين تاي فونغ هو مطعم تايواني متخصص في المطبخ Huaiyang حيث لديه فروعًا في أستراليا والصين وهونغ كونغ وإندونيسيا واليابان وماكاو وماليزيا والفلبين وسنغافورة وكوريا الجنوبية والولايات المتحدة وتايلاند والمملكة المتحدة والإمارات العربية المتحدة.